# Cratoptera unicoloraria
Cratoptera unicoloraria là một loài bướm đêm trong họ Geometridae.